# SN 2006ts
SN 2006ts – supernowa typu Ia odkryta 19 grudnia 2006 roku w galaktyce A021018-0332. Jej maksymalna jasność wynosiła 22,50m.